# Franco Pellizotti
Franco Pellizotti (født 15. januar 1978) er en italiensk tidligere professionel cykelrytter. Hans største sejr er bjergtrøjen i Tour de France 2009.